# NARCIS
NARCIS (National Academic Research and Collaborations Information System) was een  database die ontwikkeld was om de zichtbaarheid en vindbaarheid van Nederlands wetenschappelijk onderzoek te vergroten. Het platform is overgegaan in Open AIRE.
NARCIS begon in 2004 als een samenwerkingsproject van KNAW Onderzoek Informatie, NWO, VSNU en METIS in het kader van de dienstenontwikkeling binnen het DARE-programma van de SURFfoundation en was een koppeling van zowel het DAREnet (de repository's van de Nederlandse universiteiten) als de Nederlandse Onderzoeks Databank (NOD), waardoor de database toegang bood tot wetenschappelijke informatie, waaronder (open-access-)publicaties afkomstig van alle Nederlandse universiteiten, KNAW, NWO en een aantal wetenschappelijke instellingen. Het hbo-onderwijs maakt gebruik van een vergelijkbare kennisbank, de HBO-kennisbank. De NARCIS-database was vanaf 2011 onderdeel van de Data Archiving and Networked Services (DANS). In 2015 werd ervoor gekozen om de tot dan toe gebruikte Digital Author Identifier te vervangen door de International Standard Name Identifier of door ORCID.
Op 3 juli 2023 werd de portal opgeheven.